# سوني براون
سوني براون (بالإنجليزية: Sonny Brown)‏ هو لاعب كرة قدم أمريكية أمريكي، ولد في 12 نوفمبر 1963 في Tinker Air Force Base ‏ في الولايات المتحدة.